# Halowe Mistrzostwa Świata w Lekkoatletyce 1995 – bieg na 800 m kobiet
Bieg na 800 m kobiet – jedna z konkurencji rozgrywanych podczas halowych mistrzostw świata w lekkoatletyce w 1995. Eliminacje odbyły się 10 marca, półfinały miały miejsce 11 marca, finał zaś został rozegrany 12 marca.
Do eliminacji zgłoszonych zostało 17 zawodniczek z 14 państw.
Zawody w tej konkurencji wygrała reprezentantka Mozambiku Maria Mutola. Drugą pozycję zajęła zawodniczka z Rosji Jelena Afanasjewa, trzecią zaś reprezentująca Surinam Letitia Vriesde.

## Wyniki

### Eliminacje
Źródło: 
Bieg 1
| Miejsce | Zawodniczka         | Państwo           | Wynik   | Uwagi |
| ------- | ------------------- | ----------------- | ------- | ----- |
| 1.      | Letitia Vriesde     | Surinam           | 2:09,15 |       |
| 2.      | Jelena Afanasjewa   | Rosja             | 2:09,41 |       |
| 3.      | Petja Strasziłowa   | Bułgaria          | 2:09,58 |       |
| 4.      | Nekita Beasley      | Stany Zjednoczone | 2:10,62 |       |
| 5.      | Rosa Evora          | Salwador          | 2:20,47 |       |
| 6.      | Myadagmaa Otgontuya | Mongolia          | 2:20,68 |       |

Bieg 2
| Miejsce | Zawodniczka             | Państwo  | Wynik   | Uwagi |
| ------- | ----------------------- | -------- | ------- | ----- |
| 1.      | Patricia Djaté-Taillard | Francja  | 2:04,09 |       |
| 2.      | Stella Jongmans         | Holandia | 2:04,30 |       |
| 3.      | Irina Samorokowa        | Rosja    | 2:04,47 |       |
| 4.      | Inez Turner             | Jamajka  | 2:04,65 |       |
| 5.      | Andrea Šuldesová        | Czechy   | 2:05,49 |       |
| 6.      | Tina Paulino            | Mozambik | 2:06,95 |       |

Bieg 3
| Miejsce | Zawodniczka       | Państwo         | Wynik   | Uwagi |
| ------- | ----------------- | --------------- | ------- | ----- |
| 1.      | Maria Mutola      | Mozambik        | 2:05,15 |       |
| 2.      | Ludmila Formanová | Czechy          | 2:06,32 |       |
| 3.      | Amaia Andrés      | Hiszpania       | 2:06,82 |       |
| 4.      | Abigail Hunte     | Wielka Brytania | 2:07,82 |       |
| 5.      | Elsa Amaral       | Portugalia      | 2:08,03 |       |

### Półfinały
Źródło: 
Bieg 1
| Miejsce | Zawodniczka       | Państwo   | Wynik   | Uwagi |
| ------- | ----------------- | --------- | ------- | ----- |
| 1.      | Letitia Vriesde   | Surinam   | 2:05,18 |       |
| 2.      | Inez Turner       | Jamajka   | 2:05,46 |       |
| 3.      | Irina Samorokowa  | Rosja     | 2:05,49 |       |
| 4.      | Ludmila Formanová | Czechy    | 2:05,60 |       |
| 5.      | Amaia Andrés      | Hiszpania | 2:06,26 |       |
| –       | Tina Paulino      | Mozambik  | DNS     |       |

Bieg 2
| Miejsce | Zawodniczka             | Państwo  | Wynik   | Uwagi |
| ------- | ----------------------- | -------- | ------- | ----- |
| 1.      | Maria Mutola            | Mozambik | 2:03,28 |       |
| 2.      | Jelena Afanasjewa       | Rosja    | 2:04,12 |       |
| 3.      | Stella Jongmans         | Holandia | 2:04,35 |       |
| 4.      | Patricia Djaté-Taillard | Francja  | 2:05,14 |       |
| 5.      | Petja Strasziłowa       | Bułgaria | 2:05,40 |       |
| 6.      | Andrea Šuldesová        | Czechy   | 2:07,25 |       |

### Finał
Źródło: 
| Miejsce | Zawodniczka       | Państwo  | Wynik   | Uwagi |
| ------- | ----------------- | -------- | ------- | ----- |
| 01 !    | Maria Mutola      | Mozambik | 1:57,62 |       |
| 02 !    | Jelena Afanasjewa | Rosja    | 1:59,79 | PB    |
| 03 !    | Letitia Vriesde   | Surinam  | 2:00,36 | AR    |
| 4.      | Irina Samorokowa  | Rosja    | 2:00,43 | PB    |
| 5.      | Stella Jongmans   | Holandia | 2:01,14 | PB    |
| 6.      | Inez Turner       | Jamajka  | 2:02,00 |       |